# Long Island (Nunavut)
Long Island ist eine unbewohnte Insel in der Hudson Bay vor der Westküste der Labrador-Halbinsel. Sie wird durch den 8 km breiten Long Island Sound vom Festland getrennt. Die Insel liegt 15 km nördlich von Pointe Louis-XIV, dem Kap, welches den Übergang von der James Bay zur eigentlichen Hudson Bay markiert.
Sie gehört politisch zur Qikiqtaaluk-Region des kanadischen Territoriums Nunavut.
Ihre Fläche beträgt 168 km².
Die langgestreckte Insel hat eine Längsausdehnung von 50 km und eine maximale Breite von 5 km.
Im Osten der Insel liegt ihre höchste Erhebung mit 53 m. 
Im Territorium Nunavut gibt es noch weitere Inseln gleichen Namens, die jedoch wesentlich kleiner und unbedeutender sind.